# Doğala, Derinkuyu
Doğala là một xã thuộc huyện Derinkuyu, tỉnh Nevşehir, Thổ Nhĩ Kỳ. Dân số thời điểm năm 2011 là 1.027 người.